# Werner von Merseburg

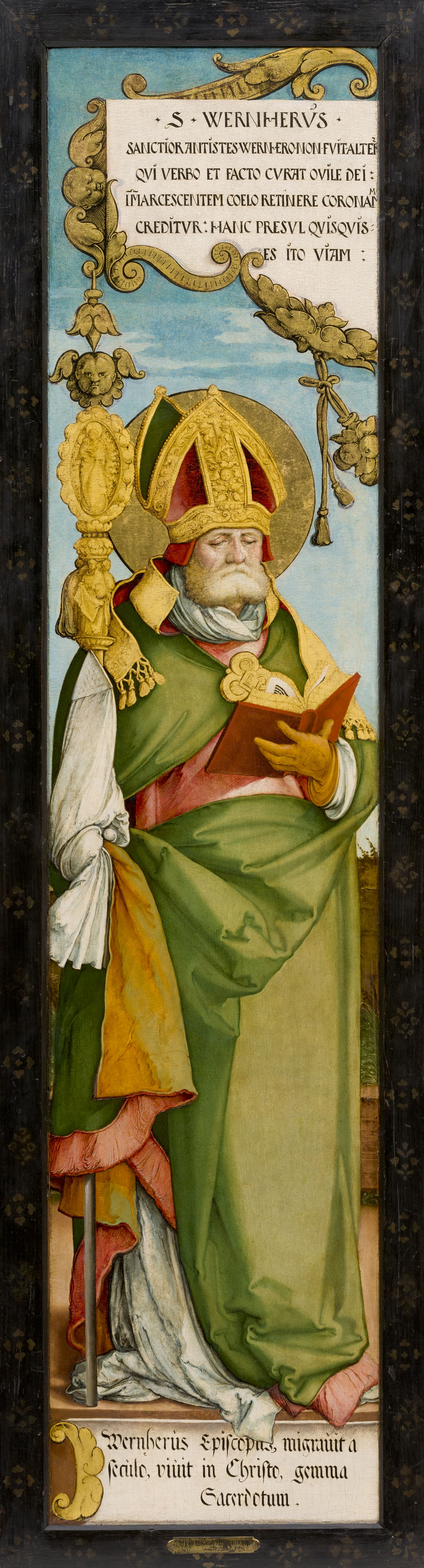
Der Heilige Werner, Meister von Meßkirch, Seitentafel des ehemaligen Hochaltarretabels von St. Martin in Meßkirch, um 1540

Werner (lateinisch Wernherus; † 12. Januar 1093) war der elfte Bischof von Merseburg von 1063 bis 1093. Er ist im Ökumenischen Heiligenlexikon als in der römisch-katholischen Kirche besonders Verehrter vermerkt.

## Leben
Werner stammte aus einer vornehmen adligen Familie aus Thüringen. Sein Bruder Moricho soll in Diensten von Markgraf Ekkehard II. von Meißen und danach von König Heinrich IV. gestanden haben.
Werner war Stiftsherr im St.-Peters-Stift in Goslar. Dieses war von der Kaiserin Agnes gegründet worden, die ihn dann 1063 wahrscheinlich als Bischof von Merseburg einsetzte. Werner soll sehr jung gewesen sein und anfangs ein ausschweifendes Leben geführt haben. Nach dem Regierungsantritt von König Heinrich IV. 1065 weilte er auch in dessen Nähe.
Bei den Auseinandersetzungen sächsischer Fürsten und Bischöfe mit Heinrich stand Werner 1073 auf deren Seite, der Papst hatte Heinrich zudem exkommuniziert. 1075 wurde Werner wie andere Bischöfe und Adlige von Heinrich gefangengesetzt. Ende Juni 1076 kam er wieder frei, nachdem sie beeidet hätten, Heinrich fortan die Treue zu halten und ihn bei der Friedenswahrung im Reich, insbesondere in Sachsen, zu unterstützen. Im Jahre 1085 wurde Werner als Parteigänger des Gegenkönigs Hermann von Salm als Schismatiker, Meineidiger und Empörer gegen den Kaiser exkommuniziert und abgesetzt. Werner wurde durch einen Bischof Eppo abgelöst. Laut der Merseburger Bischofschronik war diese Vertreibung nur vorübergehend.
Nach dem Tod des Gegenkönigs Rudolf von Rheinfelden 1080 in Werners Bistumsgebiet wurde dieser im Merseburger Dom beigesetzt.
Der Kleriker Brun ließ sich nach 1080 in Merseburg nieder und widmete Werner seine Chronik des Sachsenkrieges. 1091 weihte Werner das Peterskloster in Merseburg. Am 12. Januar 1093 starb er.
Er galt als fromm und rechtschaffen, den Gegnern furchtbar, den Freunden eine Hoffnung.

## Verehrung
Eine Heiligenvita Leben des Bischofs Werner von Merseburg wurde in der Mitte des 12. Jahrhunderts verfasst. Sein Gedenktag ist der 11. Januar.